# Chapter 4: Labor Pains
Chapter 4: Labor Pains è il quinto album della cantante statunitense Syleena Johnson, pubblicato su internet nel 2008 da Federal Distribution e Aneely's Entertainment. Il disco fisico esce il 19 gennaio 2009. In questo primo lavoro dopo la fine del contratto con Jive e distribuito attraverso una sua etichetta, l'artista decide di avvicinarsi allo stile del padre Syl Johnson, dando una «interessante direzione» alla propria carriera.
| Recensione | Giudizio |
| ---------- | -------- |
| AllMusic   | [ 1 ]    |

## Tracce
1. Intro – 1:35
2. Labor Pains – 4:11
3. You Said (featuring Teefa) – 4:10
4. Freedom – 4:49
5. Is It Because I'm Black – 4:57
6. Be Me – 4:26
7. Interlude: Redstorm's Domestic Lesson – 2:15
8. You Let Me Down – 4:09
9. Shoo Fly – 4:19
10. Maury Povich (featuring Cold Hard) – 4:15
11. It Is True – 3:45
12. Your Love – 4:15
13. My First – 3:53
14. Personal Trainer – 3:50
15. Go Home – 4:14
16. Go – 3:16
17. Outro – 1:04

## Classifiche settimanali
| Classifica (2008)         | Posizione massima |
| ------------------------- | ----------------- |
| US Top R&B/Hip-Hop Albums | 42                |